# Уланський район
Ула́нський район (каз. Ұлан ауданы, рос. Уланский район) — адміністративна одиниця у складі Східноказахстанської області Казахстану. Адміністративний центр — селище Касима Кайсенова.

## Населення
Населення — 34067 осіб (2021; 39079 у 2009, 45699 у 1999, 57554 у 1989).

## Історія
Район був утворений 1928 року. 1997 року до нього було приєднано територію ліквідованого Тавричеського району. Тоді ж центр району було перенесено з села Нікітінка до селища Молодіжний.

## Склад
До складу району входять 13 сільських округів та 3 селищі адміністрації:
| Поселення                              | Площа, км² | Населення, осіб (1989) | Населення, осіб (1999) | Населення, осіб (2009) | Населення, осіб (2021) | Центр            | Населені пункти |
| -------------------------------------- | ---------- | ---------------------- | ---------------------- | ---------------------- | ---------------------- | ---------------- | --------------- |
| Асубулацька селищна адміністрація      | -          | 10851                  | 5565                   | 3001                   | 2037                   | Асубулак         | 2               |
| Касима Кайсенова селищна адміністрація | -          | 3237                   | 3484                   | 3966                   | 6465                   | Касима Кайсенова | 1               |
| Огнєвська селищна адміністрація        | -          | 2798                   | 1232                   | 551                    | 511                    | Огнєвка          | 2               |
| Аблакетський сільський округ           | -          | 3039                   | 3466                   | 3999                   | 3474                   | Сагир            | 4               |
| Азовський сільський округ              | -          | 1997                   | 1325                   | 1081                   | 537                    | Ново-Азове       | 3               |
| Айиртауський сільський округ           | -          | 4329                   | 3187                   | 2520                   | 2332                   | Айиртау          | 2               |
| Алмасайський сільський округ           | -          | 1660                   | 1530                   | 1378                   | 1314                   | Алмасай          | 3               |
| Багратіонівський сільський округ       | -          | 2064                   | 1882                   | 1844                   | 1372                   | Привольне        | 2               |
| Бозанбайський сільський округ          | -          | 5856                   | 5109                   | 2866                   | 2363                   | Бозанбай         | 2               |
| Єгінсуський сільський округ            | -          | 2559                   | 2172                   | 1670                   | 1348                   | Уланське         | 3               |
| Каменський сільський округ             | -          | 2034                   | 1482                   | 1120                   | 757                    | Каменка          | 2               |
| Саратовський сільський округ           | -          | 2793                   | 2137                   | 2191                   | 1389                   | Саратовка        | 3               |
| Тавричеський сільський округ           | -          | 6748                   | 5848                   | 5824                   | 4366                   | Тавричеське      | 4               |
| Таргинський сільський округ            | -          | 3022                   | 3158                   | 2901                   | 2210                   | Таргин           | 5               |
| Толеген-Тохтаровський сільський округ  | -          | 2085                   | 2174                   | 2368                   | 2207                   | Герасимовка      | 3               |
| Усть-Каменогорський сільський округ    | -          | 2482                   | 1948                   | 1799                   | 1385                   | Восточне         | 4               |

## Найбільші населені пункти
| №  | Населений пункт  | Населення, осіб (1989) | Населення, осіб (1999) | Населення, осіб (2009) | Населення, осіб (2021) |
| -- | ---------------- | ---------------------- | ---------------------- | ---------------------- | ---------------------- |
| 1  | Касима Кайсенова | 3237                   | 3484                   | 3966                   | 6465                   |
| 2  | Тавричеське      | 4199                   | 3856                   | 4209                   | 2939                   |
| 3  | Бозанбай         | 4474                   | 3924                   | 2203                   | 2000                   |
| 4  | Асубулак         | 8434                   | 4746                   | 2705                   | 1932                   |
| 5  | Айиртау          | 3760                   | 2352                   | 1863                   | 1796                   |
| 6  | Сагир            | 1583                   | 1676                   | 1852                   | 1600                   |
| 7  | Мамай-батира     | 797                    | 1087                   | 1447                   | 1264                   |
| 8  | Герасимовка      | 1008                   | 1160                   | 1328                   | 1249                   |
| 9  | Привольне        | 1593                   | 1394                   | 1421                   | 1102                   |
| 10 | Таргин           | 1118                   | 1134                   | 1215                   | 1042                   |
| 11 | Уланське         | 1796                   | 1546                   | 1147                   | 1039                   |

## Транспорт
Дороги районного значення:
| Індекс   | Назва                                           | Довжина, км |
| -------- | ----------------------------------------------- | ----------- |
| KF-UL-1  | республіканська дорога — Алмасай                | 7           |
| KF-UL-2  | республіканська дорога — Айиртау — Нова Канайка | 17          |
| KF-UL-3  | республіканська дорога — Уланське — Бозанбай    | 32          |
| KF-UL-4  | Уланське — Жанузак                              | 8           |
| KF-UL-5  | Бозанбай — Акжартас — Кизилсу                   | 38          |
| KF-UL-6  | обласна дорога — Желдіозек                      | 2           |
| KF-UL-7  | обласна дорога — Таргин — Жартас — Асубулак     | 16          |
| KF-UL-8  | обласна дорога — Верхні Тайинти                 | 2           |
| KF-UL-9  | обласна дорога — Манат                          | 32          |
| KF-UL-10 | Жантас — Огневка                                | 16          |
| KF-UL-11 | Огневка — Смолянка                              | 13          |
| KF-UL-12 | Асубулак-Білогорський                           | 20          |
| KF-UL-13 | обласна дорога — Нижні Тайинти                  | 4           |
| KF-UL-14 | республіканська дорога — Українка               | 1,2         |
| KF-UL-15 | республіканська дорога — Козаче                 | 0,7         |
| KF-UL-16 | республіканська дорога — Ново-Одеське — Отрадне | 13          |
| KF-UL-17 | республіканська дорога — Макієвка — Мирне       | 6           |
| KF-UL-18 | Тавричеське — Актюба                            | 15          |
| KF-UL-19 | Тавричеське — Пролетарка — Каменка — Тройницьке | 43          |
| KF-UL-20 | республіканська дорога — Гагаріно               | 2           |
| KF-UL-21 | республіканська дорога — Ново-Азове — Беткудук  | 30          |
| KF-UL-22 | районна дорога — Азове                          | 6           |
| KF-UL-23 | республіканська дорога — Митрофановка           | 8           |
| KF-UL-24 | республіканська дорога — Бурсак                 | 13          |
| KF-UL-25 | обласна дорога — озеро Шалкар                   | 0,6         |
| KF-UL-26 | обласна дорога — озеро Шабинди                  | 5           |
| KF-UL-27 | Гагаріно — озеро Дубигали                       | 13          |
| KF-UL-28 | обласна дорога — озеро Торткара                 | 1,5         |
| KF-UL-29 | республіканська дорога — озеро Сартимбет        | 5           |
| KF-UL-30 | обласна дорога — Садиркол — фортеця Аблайкіт    | 1,5         |